# Ugodnovići
Ugodnovići (cyr. Угодновићи) – wieś w Bośni i Hercegowinie, w Republice Serbskiej, w gminie Teslić. W 2013 roku liczyła 448 mieszkańców.